# 34245 Andrewkomo
34245 Andrewkomo este o planetă minoră (asteroid), cu un diametru de 2,503 km, din centura de asteroizi. A fost descoperită pe 28 august 2000 la Experimental Test Site⁠(d) de Lincoln Near-Earth Asteroid Research. 
Obiectul prezintă o orbită caracterizată de o semiaxă mare de 2,3737112 UAi, o excentricitate de 0,13, o înclinație de 6,07324 ° în raport cu ecliptica.